# Saison 2011-2012 de l'Évian Thonon Gaillard Football Club
Maillots
Dernière mise à jour : 20 mai 2012.
Chronologie
Saison précédente Saison suivante
La saison 2011-2012 est la première saison en Division 1 de l'Évian Thonon-Gaillard Football Club, club de football français, issu de la fusion en 2007 du Football Croix-de-Savoie 74, club basé à Gaillard, qui était parvenu à se promouvoir en Championnat de France de football National (3e division) au milieu des années 2000 sous l'impulsion du joueur-entraîneur-dirigeant Pascal Dupraz, et de l'Olympique Thonon Chablais, descendant du CS Thonon qui avait évolué en 2e division au milieu des années 1980, avant de redescendre au plus bas niveau régional.
Après un mercato remarqué avec l'arrivée notamment de Jérôme Leroy, Christian Poulsen et Sidney Govou, la première saison des Croix de Savoie (surnom du club qui a perduré malgré le naming du club en 2009) dans l'élite est considéré par tous les observateurs et par le club lui-même comme une réussite, dans la lignée de l'exceptionnelle évolution de ce club qui est passé de la Division d'Honneur Régional à la première division en seulement une vingtaine d'années, et ce malgré quelques périodes difficiles. Certes, le début de saison est difficile avec un total de seulement 5 victoires pour une première moitié de saison marquée notamment par une série de 9 matchs sans aucune victoire. Mais certains signes restent prometteurs aux yeux des observateurs. Ainsi durant ces cinq premiers mois, le club sut réaliser une excellente série de matchs à domicile qui se termina en apogée avec une victoire écrasante face au futur champion de France, Montpellier HSC (4-2). En effet, au fur et à mesure des matchs, les ambitions du club au niveau de la construction du jeu (principalement dans les secteurs de la récupération du ballon et de l'attaque) furent remarquées et payantes pour le staff, preuves en sont les nuls obtenus contre le Paris Saint-Germain : 2-2 (après que l'eTG ait mené) et Lille OSC : 1-1.
Terminant à une honorable onzième place à la mi-saison, le club décide de remplacer l'entraîneur Bernard Casoni, déjà certain de partir en juin. La séparation se fit d'un commun accord, et s'explique par quelques désaccords entre les dirigeants et le corse d'origine, deux fois de suite champion avec le club. Elle ne fut effective et officielle qu'au premier janvier, quand Pablo Correa, sans club depuis plus de 6 mois, prit la décision de s'engager dans le Chablais. Cette trêve hivernale fut également marquée par l'arrivée de Thomas Kahlenberg, gonflant les rangs de la « Danish Connection » nom donné par la presse au groupe des quatre titulaires danois de l'eTG qui, en cette deuxième partie de saison, allaient accroître la bonne impression qu'ils faisaient déjà auprès des supporters, du staff, des dirigeants et des médias, en jouant un grand rôle dans les secteurs de jeu privilégiés de l'équipe. Même si les débuts de l'uruguayen aux commandes de l'effectif sont peu prolifiques (avec des victoires seulement en coupe de France face à des équipes de divisions inférieures), l'équipe se reprend vite et un match nul à Caen (2-2 avec égalisation de Govou à la 93e) signe le début d'une nouvelle ère. Selon les mots du staff, ce match fut déclencheur d'une dynamique positive que le match face à Saint-Étienne confirmera, tout comme la victoire sur un doublé de Kévin Bérigaud face à Nancy, ancien club emblématique du nouvel entraîneur Corréa. Le club obtient donc son maintien assez tôt, à l'issue de la 32e journée (victoire 0-3 face au Valenciennes FC). En cette fin de saison, le club est à une très bonne place au classement, dans le top 10, se démarquant par exemple des autres promus (AC Ajaccio et Dijon FCO) qui luttent encore pour ne pas descendre. Il aura également durant cette fin de saison bouleversé les courses au titre et à la Ligue Europa en faisant match nul contre Montpellier HSC (2-2) mais également en battant des clubs comme l'Olympique de Marseille (2-0) ou le Toulouse Football Club (2-1)
L'ossature de l'équipe n'a pas fondamentalement changé entre le la Ligue 2 et la Ligue 1, ce qui permit, selon les observateurs, de conserver les vertus de ce club ambitieux, que Pascal Dupraz nomme parfois « état d'esprit Croix-de-Savoie ». Outre l'expérience de Christian Poulsen, ou les éclairs de génie de Jérôme Leroy, les artisans des bonnes performances sont aussi les cadres du club, ayant vécu au moins deux promotions avec le club (Aldo Angoula, Cédric Cambon, Cédric Barbosa ou Olivier Sorlin), auxquels on a adjoint depuis deux ans des jeunes prometteurs (Yannick Sagbo, Saber Khalifa, Brice Dja Djédjé ou Daniel Wass).

## Transferts

### Mercato d'été
| Type de transfert/Contrat | Nom               | Contrat                       | Provenance/Destination                                   |
| Arrivées                  | Ali M'Madi        | Premier contrat professionnel | Évian TG arrivé du RC Lens en 2009                       |
| Arrivées                  | Fabrice Ehret     | Libre                         | 1.FC Cologne                                             |
| Arrivées                  | Jérôme Leroy      | Libre                         | Rennes                                                   |
| Arrivées                  | Sidney Govou      | Rupture de contrat            | Panathinaïkos                                            |
| Arrivées                  | Jonathan Mensah   | Libre                         | Udinese                                                  |
| Arrivées                  | Stephan Andersen  | Transfert                     | Brøndby IF                                               |
| Arrivées                  | Cédric Mongongu   | Transfert                     | AS Monaco                                                |
| Arrivées                  | Christian Poulsen | Libre                         | Liverpool FC                                             |
| Arrivées                  | Saber Khalifa     | Transfert                     | Espérance sportive de Tunis Prêté à Alahly Benghazi S.C. |
| Arrivées                  | Daniel Wass       | Prêt 1 an                     | SL Benfica                                               |
| Arrivées                  | Antoine Ponroy    | Expiration de durée de prêt   | Paris FC                                                 |
| Arrivées                  | Hervé Bugnet      | Expiration de durée de prêt   | AS Cannes                                                |
| Départs                   | Antoine Ponroy    | fin de contrat                | Stade lavallois                                          |
| Départs                   | Jonathan Roufosse | fin de contrat                | AS Cannes                                                |
| Départs                   | Mathieu Lafon     | fin de contrat                | AS Cannes                                                |
| Départs                   | Oumar Pouye       | fin de contrat                | Angers SCO                                               |
| Départs                   | Pierre Bouby      | fin de contrat                | FC Metz                                                  |

### Mercato d'hiver
| Type de transfert/Contrat | Nom               | Contrat     | Provenance/Destination |
| Arrivée                   | Thomas Kahlenberg | Prêt 6 mois | VfL Wolfsbourg         |
| Départ                    | Felipe Saad       | Transfert   | AC Ajaccio             |

## Résultats

### Matchs de préparation
| Date                   | Adversaire                 | Lieu | Résultat | Buteurs pour ETG                 |
| ---------------------- | -------------------------- | ---- | -------- | -------------------------------- |
| Samedi 9 juillet 2011  | FC Nantes (Ligue 2)        | Dom. | 0-2      |                                  |
| Mardi 12 juillet 2011  | SC Bastia (Ligue 2)        | Dom. | 3-0      | Bérigaud 6e Adnane 55e Sagbo 89e |
| Samedi 16 juillet 2011 | Clermont Foot (Ligue 2)    | Dom. | 1-1      | Sagbo 74e (pen.)                 |
| Samedi 23 juillet 2011 | OGC Nice (Ligue 1)         | Dom. | 2-0      | Sagbo 47e Adnane 71e             |
| Samedi 30 juillet 2011 | AS Saint-Étienne (Ligue 1) | Ext. | 0-3      |                                  |

### Championnat
| Date                       | Journée | Adversaire                     | Lieu | Résultat | Buteurs pour ETG                                     | Points | Place |
| -------------------------- | ------- | ------------------------------ | ---- | -------- | ---------------------------------------------------- | ------ | ----- |
| Samedi 06 août 2011        | 01      | Stade brestois 29              | Ext. | 2-2      | Sorlin 17e, M'Madi 20e                               | 1      | 9e    |
| Dimanche 14 août 2011      | 02      | OGC Nice                       | Dom. | 1-0      | Khalifa 51e                                          | 4      | 7e    |
| Samedi 20 août 2011        | 03      | AC Ajaccio                     | Ext. | 1-1      | Bérigaud 75e                                         | 5      | 6e    |
| Samedi 27 août 2011        | 04      | Dijon FCO                      | Dom. | 0-1      |                                                      | 5      | 14e   |
| Samedi 10 septembre 2011   | 05      | Girondins de Bordeaux          | Ext. | 0-0      |                                                      | 6      | 12e   |
| Dimanche 18 septembre 201  | 06      | Paris Saint-Germain            | Dom. | 2-2      | Leroy 14e, Sagbo 20e                                 | 7      | 10e   |
| Mercredi 21 septembre 2011 | 07      | Olympique de Marseille         | Ext. | 2-0      |                                                      | 7      | 14e   |
| Samedi 24 septembre 2011   | 08      | SM Caen                        | Dom. | 2-4      | Barbosa 34e 39e                                      | 7      | 15e   |
| Samedi 1er octobre 2011    | 09      | AS Nancy-Lorraine              | Ext. | 1-1      | Mongongu 62e                                         | 8      | 15e   |
| Samedi 15 octobre 2011     | 10      | AS Saint-Étienne               | Dom. | 1-2      | Sagbo 59e                                            | 8      | 17e   |
| Samedi 22 octobre 2011     | 11      | FC Sochaux-Montbéliard         | Ext. | 1-1      | Angoula 92e                                          | 9      | 17e   |
| Samedi 29 octobre 2011     | 12      | AJ Auxerre                     | Dom. | 3-1      | Sagbo 15e 42e, Barbosa 68e                           | 12     | 14e   |
| Samedi 5 novembre 2011     | 13      | LOSC Lille Métropole           | Ext. | 1-1      | Khalifa 4e                                           | 13     | 13e   |
| Samedi 19 novembre 2011    | 14      | FC Lorient                     | Dom. | 2-1      | Sagbo 2e, Wass 59e                                   | 16     | 12e   |
| Samedi 26 novembre 2011    | 15      | Stade rennais                  | Ext. | 3-2      | Barbosa 19e, Wass 32e                                | 16     | 13e   |
| Samedi 3 décembre 2011     | 16      | Valenciennes FC                | Dom. | 2-1      | Sorlin 25e, Barbosa 33e                              | 19     | 11e   |
| Samedi 10 décembre 2011    | 17      | Toulouse FC                    | Ext. | 2-1      | Wass 49e                                             | 19     | 11e   |
| Samedi 17 décembre 2011    | 18      | Olympique lyonnais             | Ext. | 2-1      | Sagbo 43e                                            | 19     | 12e   |
| Mercredi 21 décembre 2011  | 19      | Montpellier Hérault Sport Club | Dom. | 4-2      | Barbosa 52e, Khalifa 68e, Cambon 71e, Dja Djédjé 75e | 22     | 11e   |
| Samedi 14 janvier 2012     | 20      | Dijon FCO                      | Ext. | 3-1      | Sagbo 76e                                            | 22     | 12e   |
| dimanche 29 janvier 2012   | 21      | Girondins de Bordeaux          | Dom. | 0-0      |                                                      | 23     | 12e   |
| samedi 4 février 2012      | 22      | Paris SG                       | Ext. | 3-1      | Cambon 45+1e                                         | 23     | 13e   |
| samedi 18 février 2012     | 24      | SM Caen                        | Ext. | 2-2      | Barbosa 51e Govou 90+3e                              | 24     | 11e   |
| samedi 25 février 2012     | 25      | AS Nancy-Lorraine              | Dom. | 2-0      | Bérigaud 30e 32e                                     | 27     | 11e   |
| samedi 3 mars 2012         | 26      | AS Saint-Étienne               | Ext. | 0-2      | Mongongu 38e Yannick Sagbo 90+1e                     | 30     | 10e   |
| mardi 6 mars 2012          | 23      | Olympique de Marseille         | Dom. | 2-0      | Leroy 15e 22e                                        | 33     | 10e   |
| samedi 10 mars 2012        | 27      | FC Sochaux-Montbéliard         | Dom. | 2-3      | Mongongu 25e (pen.) Cambon 71e                       | 33     | 10e   |
| samedi 17 mars 2012        | 28      | AJ Auxerre                     | Ext. | 0-2      | Kahlenberg 18e (pen.) Bérigaud 90+3e                 | 36     | 10e   |
| samedi 24 mars 2012        | 29      | LOSC Lille Métropole           | Dom. | 0-3      |                                                      | 36     | 10e   |
| samedi 31 mars 2012        | 30      | FC Lorient                     | Ext. | 0-1      | Dja Djédjé 19e                                       | 39     | 10e   |
| samedi 7 avril 2012        | 31      | Stade rennais FC               | Dom. | 1-3      | Leroy 34e                                            | 39     | 10e   |
| dimanche 15 avril 2012     | 32      | Valenciennes FC                | Ext. | 0-3      | Khalifa 29e Kahlenberg 35e Sagbo 44e (pen.)          | 42     | 9e    |
| samedi 21 avril 2012       | 33      | Toulouse FC                    | Dom. | 2-1      | Angoula 10e Abdennour 75e (csc)                      | 45     | 9e    |
| mardi 1er mai 2012         | 35      | Montpellier HSC                | Ext. | 2-2      | Kahlenberg 44e Bérigad 69e                           | 46     | 9e    |
| dimanche 6 mai 2012        | 36      | AC Ajaccio                     | Dom. | 2-1      | Barbosa 15e Wass 54e                                 | 49     | 9e    |
| jeudi 10 mai 2012          | 34      | Olympique lyonnais             | Dom. | 1-3      | Sagbo 15e                                            | 49     | 9e    |
| dimanche 13 mai 2012       | 37      | OGC Nice                       | Ext. | 1-1      | Pejcinovic 13e (csc)                                 | 50     | 9e    |
| dimanche 20 mai 2012       | 38      | Stade brestois                 | Dom. | 0-1      |                                                      | 50     | 9e    |

### Coupe de France
Évian TG entame la compétition en trente-deuxième de finale en tant que club de Ligue 1.
| Date                    | Tour          | Adversaire              | Lieu | Résultat          | Buteurs                       |
| ----------------------- | ------------- | ----------------------- | ---- | ----------------- | ----------------------------- |
| dimanche 8 janvier 2012 | 32e de finale | FC Metz (Ligue 2)       | Ext. | 2 (3) - 2 (5) tab | Cambon 108e Sagbo 122e        |
| samedi 21 janvier 2012  | 16e de finale | AS Valence (CFA)        | Ext. | 0-2               | Sagbo 9e M'Madi 122e          |
| mardi 7 février 2012    | 8e de finale  | Stade rennais (Ligue 1) | Ext. | 3-2               | Bérigaud 70e (pen.) Govou 73e |

### Coupe de la Ligue
Évian TG entame la compétition en seizième de finale en tant que club de Ligue 1.
| Date                     | Tour          | Adversaire        | Lieu | Résultat | Buteurs |
| ------------------------ | ------------- | ----------------- | ---- | -------- | ------- |
| Jeudi 1er septembre 2011 | 16e de finale | RC Lens (Ligue 2) | Ext. | 1-0      |         |

### Matchs amicaux de trêves
| Date                      | Adversaire               | Lieu                                                  | Résultat | Buteurs pour ETG               |
| ------------------------- | ------------------------ | ----------------------------------------------------- | -------- | ------------------------------ |
| Jeudi 6 octobre 2011      | YB Berne (Super League)  | Sportplatz Prehl, Murten (Canton de Fribourg, Suisse) | 3-2      | Leroy 26e Govou 73e Adnane 81e |
| Vendredi 11 novembre 2011 | FC Thoune (Super League) | Stade Fernand David, Publier (Haute-Savoie)           | 2-3      | Adnane 12e 57e                 |

## Résumé

### Préparation de la saison
Fort de ses deux promotions de suite, réalisées avec un groupe quasiment identique, l'ETG veut essayer de se démarquer le plus possible de clubs qui, après avoir effectué de telles montées, ont ensuite subi des descentes tout aussi fulgurantes (par exemple le Grenoble Foot 38 et l'AC Arles-Avignon). Les dirigeants du club ont ainsi décidé de garder la même ossature d'équipe que les années précédentes tout en la renforçant de quelques joueurs d'expérience, leur principal but restant bien sûr le maintien.

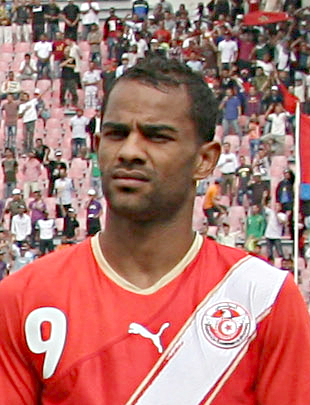
Saber Khalifa en sélection nationale tunisienne

Saber Khalifa est un jeune attaquant prometteur du club tunisien de l'Espérance sportive de Tunis, lorsque, en 2008, il est prêté pour deux ans au CS Hammam Lif, club de la banlieue sud de la capitale. Le 8 avril 2010, un match oppose son club d'origine, vingt-deux fois champion de Tunisie, à la modeste équipe de bas de classement dans laquelle il évolue maintenant. Auteur à la dixième minute de la surprenante ouverture du score pour le CS Hammam Lif (le match se terminera d'ailleurs sur le score de trois buts partout grâce à la remontée de l'Espérance d'abord menée 3-0), Khalifa est molesté par les supporters, qui considèrent son but comme un « acte de trahison », d'après les propres mots du joueur. Saber sera marqué à jamais par ce match, ce qui le poussera à faire des choix de carrière différents d'un attaquant tunisien lambda, choix qui le mèneront jusqu'en Haute-Savoie. En effet, malgré une saison 2009-2010 de grande qualité (12 buts en 20 matches), il est très réticent à rejoindre l'Espérance au moment de son retour de prêt, boycottant les entraînements voire certains matchs, ce qui n'améliorera pas ses relations avec les supporters. Ce bras de fer empêchera un éventuel transfert alors que quelques clubs européens (comme le Neuchâtel Xamax, le FC Nantes ou le Valenciennes FC) s'intéressent à lui. L'Espérance, décimée par de nombreuses blessures fera tout de même appel à Khalifa, qui cèdera à ce qu'il considère lui-même comme un harcèlement de la part de son club qui l'oblige à reprendre finalement la compétition, notamment lors de la finale de la Ligue des champions africaine face au club congolais (Kinshasa) TP Mazembe (défaite 5-0 à l'aller et victoire 1-0 au retour). De son côté l'eTG s'intéresse de près aux championnats considérés comme moins importants (comme le championnat tunisien) pour y trouver de bons joueurs au moindre frais. C'est ainsi que le 6 janvier 2011, Khalifa signe à Évian, mais son arrivée en France est retardée par des problèmes de visa et il est contraint de retourner dans son pays. Toujours indésirable à Tunis (où les dirigeants sont furieux de la signature à Évian), il est prêté au club libyen du Al-Ahly Benghazi pour quelques mois. Au même moment, la guerre civile libyenne éclate et Saber ne joue que deux matchs avec son nouveau club avant d'être finalement rapatrié à Tunis deux jours avant le bombardement de Benghazi. Résigné à ne plus jouer avec l'Espérance, il ne jouera presque plus au football durant cinq mois, s'entraînant avec ses anciens clubs (CS Hamma Lif et le Stade gabésien) de février à juin avant d'arriver en Haute-Savoie dès la reprise de l'entraînement le 3 juillet,,,.

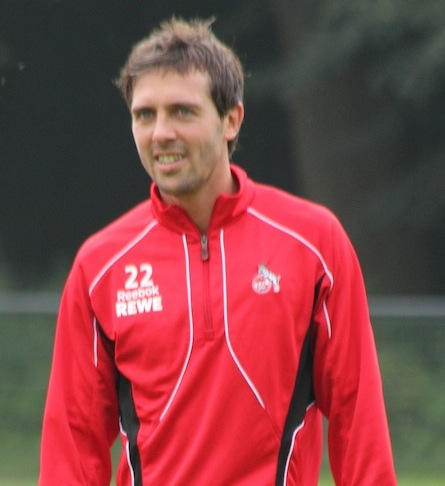
Fabrice Ehret sous le maillot du FC Cologne en 2010

Le 16 juin, c'est le haut-rhinois Fabrice Ehret, vainqueur de la Coupe de France 2001 avec le RC Strasbourg, qui signe chez les Croix de Savoie. Il est la première recrue du club pour le compte de ce mercato d'été, ce qui s'explique par sa forte envie de quitter son ancien club, le 1. FC Cologne, ses dernières saisons dans ce club l'ayant assez affectées moralement. Il déclare avoir beaucoup souffert de son ancien manager qui lui avait, selon lui, « enlevé le plaisir de jouer ». Celui-ci l'avait mis en dehors du groupe cinq mois durant. Le joueur explique sa forte volonté de retourner en France par son envie « d'avoir plus de temps de jeu et de [se] faire plaisir [...] Quand tu fais que des entraînements, tu ne fais pas ton métier », estime-t-il. De plus, la pression sur le football en Allemagne (particulièrement en ce qui concerne les clubs jouant le maintien) est véritablement pesante pour Fabrice qui juge que « En France, quand tu rentres chez toi, la pression est plus facile à gérer qu'en Allemagne [...] Lorsque tu n’es pas bien et que tu es critiqué, tu prends sur toi, ce qui affecte beaucoup le côté familial. Ici, tu peux couper un peu plus. ». Pascal Dupraz juge, quant à lui, les trois dernières saisons de Fabrice Ehret à Cologne « pleinement réussies » et apprécie le fait qu'il possède une formation de milieu de terrain puis qu'il ait été reconverti latéral gauche. Pour le directeur sportif, un des points forts du joueur est également l'acquisition de « beaucoup d’expérience durant ces périples à l’étranger » (dans le détail : une saison au RSC Anderlecht, première division belge Jupiler League, une saison au FC Aarau, première division suisse Super League, et surtout cinq saisons au FC Cologne avec une montée de 2. Bundesliga en Bundesliga),,.

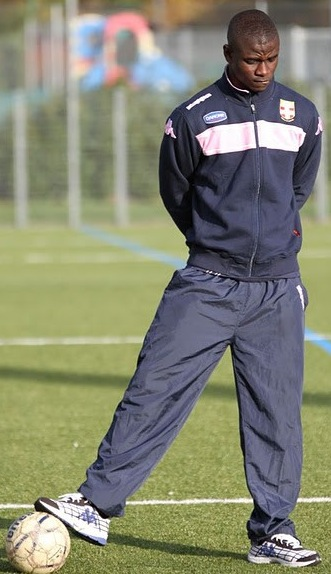
Jonathan Mensah avec la tenue de son nouveau club

Dans le même temps, le club lève l'option d’achat assortie au prêt de Mohammed Rabiu effectué la saison passée par l'Udinese ; le joueur, déjà titré Champion de France de Ligue 2 avec les Croix, a signé pour cinq ans en Haute-Savoie. Champion du monde de football des moins de 20 ans en 2009 avec la sélection ghanéenne, Mohammed Rabiu avait été mis à l'essai dès juillet 2010 par l'eTG, avant que son prêt ne soit confirmé au début d'août. En ce début de mercato, le club recherche sept nouveaux joueurs, selon les mots du président Patrick Trotignon, « des valeurs sûres ». « On compte donc engager un gardien, trois défenseurs dont un latéral droit, un milieu de terrain défensif et deux joueurs offensifs de couloir » déclare-t-il.
On vit ainsi les arrivées successives : de Sidney Govou le 6 juillet revenu du Panathinaïkos où il fit une mauvaise saison, de Jérôme Leroy, en fin de contrat avec le Stade rennais ayant signé pour jouer une dernière saison en Ligue 1 avant d'envisager prendre sa retraite, de Daniel Wass prêté par le Benfica Lisbonne, du gardien de but Stephan Andersen en provenance du Brondby IF pour aider Quentin Westberg (ayant trop peu d'expérience pour être deuxième gardien, et donc gardien titulaire en cas de blessure de Bertrand Laquait comme ce fut le cas en ce début de saison), de Cédric Mongongu de l'AS Monaco, ainsi que de Christian Poulsen du Liverpool FC. Outre ces arrivées, peu de départs importants, hormis les recrutements par l'AS Cannes de Jonathan Roufosse et Mathieu Lafon fraîchement engagés en National. À noter également les départs des joueurs libres : Oumar Pouye pour l'Angers SCO, Pierre Bouby pour le FC Metz et Antoine Ponroy (de retour de prêt au Paris FC) pour le Stade lavallois.

### Départ difficile malgré une bonne entame

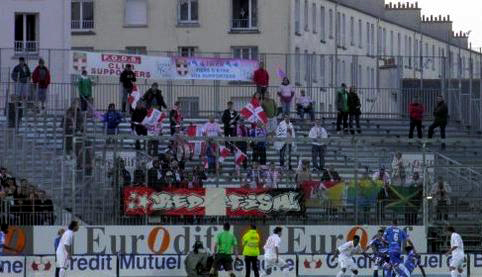
Les supporters présents pour le 1er match de l'histoire de l'eTG en Ligue 1 au Stade Francis-Le Blé de Brest.

Le 1er match des Croix de Savoie a lieu le samedi 6 août 2011 à 21 heures face au Stade brestois. Plus lointain déplacement de la saison (le stade Francis-Le Blé se trouvant à plus de 2 000 kilomètres de la Haute-Savoie), il s'agit également du premier déplacement du nouveau club de supporters, les Red Fish, créé quelques semaines auparavant par une dizaine d'annéciens, supporters assidus de l'équipe depuis que celle-ci évolue dans leur ville au Parc des Sports. Le nombre de clubs de supporters est maintenant porté à trois : les FODS, supporters historiques du club, créés en 2005 au stade Salvatore-Mazzéo de Gaillard, les Brigada 74, créés en 2008 au Stade Joseph-Moynat de Thonon-les-Bains, et les Red Fish, créés à Annecy,. Pour cette première rencontre, Bernard Casoni doit déjà faire face à de nombreuses absences. Bertrand Laquait, gardien de but s'est blessé à la cuisse et c'est donc le deuxième gardien Quentin Westberg qui le supplée en attendant l'arrivée d'un nouveau gardien ayant plus d'expérience que le jeune international espoir américain. Cédric Barbosa quant à lui est touché aux abducteurs, Kévin Bérigaud amoindri n'est pas en mesure de jouer 90 minutes, tout comme Youssef Adnane qui a reçu une béquille à l'entraînement de la veille. À ces problèmes d'ordre médicaux, s'ajoutent deux absences d'ordre administratif avec la suspension de Yannick Sagbo, et la disqualification de Saber Khalifa dont le certificat international de transfert doit être délivré par son ancien club libyen, l'Al-Ahly Benghazi qui n'est pas en mesure de le faire, si bien que l’encadrement haut-savoyard en soit venu à faire appel devant la FIFA qui transmettra finalement le document le 11 août,. Ces méformes et absences à la pointe de l'attaque conduisent à la qualification dans le groupe du jeune réserviste Hermann Kabasele, et surtout à la titularisation du jeune international comorien Ali M'Madi qui vient de signer son premier contrat professionnel chez les Croix de Savoie après y avoir évolué avec la réserve depuis 2009 (arrivant des équipes de jeunes du RC Lens). Ces différents éléments n'entachent pas la détermination et l'ambition des Croix de Savoie qui, selon les observateurs, étoufferont pendant 35 minutes les joueurs d'Alex Dupont. À l'image des buts d'Olivier Sorlin à la 17e, puis celui de M'Madi servi par un autre jeune, effectuant son premier match en Ligue 1, l'ivoirien Éric Tié Bi, formé à l'Olympique lyonnais. Une erreur du jeune gardien Westberg à la 39e (but sur coup franc lointain de Bruno Grougi), puis une faute d'inattention de la défense juste avant la mi-temps (touche rapidement jouée par Nolan Roux à la 44e qui ne perd pas de temps pour servir Romain Poyet, passeur décisif à Benoît Lesoimier qui frappe en force et marque), permettront à Brest de revenir au score et même d'inverser la tendance lors d'une deuxième période pendant laquelle les Croix de Savoie plieront sans rompre.

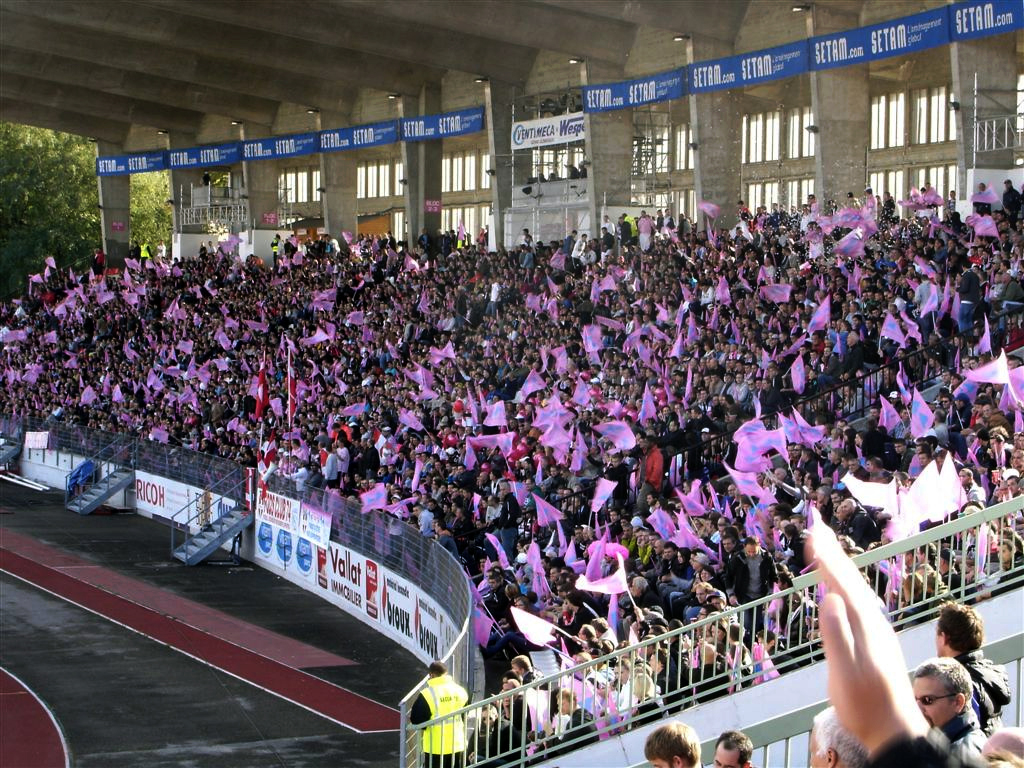
Le virage et la tribune SETAM du Parc des Sports d'Annecy, arrangé à l'inter-saison pour accueillir des matchs de Ligue 1

Face à l'OGC Nice, c'est le tout premier match de Championnat de France de football qui se tient sur le territoire de la Haute-Savoie, et a fortiori le premier match de Ligue 1 dans l'enceinte du Parc des Sports d'Annecy, dont les pensionnaires habituels sont les amateurs du FC Annecy (en Honneur régional de la ligue Rhône-Alpes). Les Croix-de-Savoie évoluent à Annecy depuis 2010 et la promotion en Ligue 2, car le Stade Joseph-Moynat de Thonon (où ils jouaient depuis 2005) ne convenait pas à la Ligue de football professionnel ; le club avait donc signé un contrat (qui court jusqu'en 2015) avec la municipalité de la préfecture haut-savoyarde, somme toute plus apte, de par ses infrastructures (au niveau du tourisme notamment), à accueillir supporters locaux et visiteurs un week-end sur deux. À l'occasion de la montée en Ligue 1, le stade a connu durant l'été quelques améliorations et mises aux normes (construction d'une nouvelle tribune de 2000 places qui porte la capacité totale du stade à 15 000, remplacement des derniers bancs en bois par des coques individuelles, extension des vestiaires, construction de deux nouveaux chapiteaux, un accueillant l'espace VIP d'une capacité de 1 500 personnes, et un autre pour le corps arbitral, installation d'une passerelle entre le chapiteau VIP et la tribune Est),,. Même si le Parc des Sports n'est pas plein, les supporters chablaisiens et annéciens assurent tout de même une ambiance digne de ce premier match qui se joue le dimanche 14 août à 17 heures, dont l'horaire favorise le côté familial, malgré les bombes agricoles de quelques supporters niçois. L'équipe a du mal à jouer correctement face aux hommes d'Éric Roy, venus pour contrer. La charnière centrale Cambon-Angoula a du mal face à l'attaquant Éric Mouloungui, dont le niveau moyen le fait heureusement buter à plusieurs reprises sur le jeune Westberg. Au contraire de l'international gabonais niçois, Saber Khalifa, pourtant auteur d'une première période jugée trop terne, va réaliser l'exploit personnel de tromper le gardien colombien David Ospina marque à la 51e dans un angle fermé, alors que Didier Digard avait pourtant bien défendu sur un une-deux provoqué par Jérôme Leroy. En effet, les joueurs de Bernard Casoni souffrent dans ce match, et prouve leur manque d'expérience dans les dernières minutes jugées catastrophiques. Malgré cela, les Croix de Savoie conserve leur court avantage au score et gagne finalement le match, ce qui permettra à Casoni d'analyser : « Nous ne sommes pas seulement en découverte mais en conquête ».
Comme cela avait été dit tout au long de la préparation, le mois d'août a une très grande importance dans la réussite de la première saison en Ligue 1 de l'eTG. Avec ces deux premiers matchs et les quatre points récoltés à l'aube de ce déplacement au Stade François-Coty, ce match sur la pelouse des collègues promus de l'AC Ajaccio ne doit pas  être manqué par les Croix de Savoie, selon les observateurs. En Ligue 2 la saison précédente, les Croix de Savoie avaient fait un mauvais match sur la colline de Timizzolo (défaite 1-0), mais cette fois-ci, l'équipe livre, selon les observateurs, le match le plus accompli de ce début de championnat. Sans l'ouverture très précoce des corses à la 7e sur une frappe à 8 mètres de Frédéric Sammaritano, on estime que les Croix de Savoie auraient facilement pris trois points. Le club, à l'image de Sidney Govou, tient cependant à relativiser et souligne l'importance de ce point pris face à un concurrent direct au maintien.
Hasard du calendrier, les Croix de Savoie rencontrent les deux promus de suite en ce début de saison, et c'est à l'occasion de cette 4e journée que l'eTG reçoit le Dijon FCO de Patrice Carteron. Les précédentes rencontres entre les deux clubs en Ligue 2 s'étaient terminées par des défaites savoyardes, notamment la débâcle 5-1 à Dijon le 17 septembre 2010, et cette fois-ci non plus, les Croix de Savoie n'arriveront toujours pas à inverser la tendance. Lors de ce match déjà important, car entre deux concurrents directs au maintien, les bourguignons, malgré leurs trois seuls tirs du match, se montrent réalistes et l'emportent à nouveau. Une erreur au milieu de terrain à la 68e permet en effet à Mehdi Courgnaud de percer sur 40 mètres puis de passer à Brice Jovial qui ajuste Stephan Andersen. Pauvres dans le contenu, les Croix de Savoie ne seront pas capables d'empêcher la victoire des dijonnais, et Bernard Casoni estime qu'il s'agit là du « plus mauvais match depuis qu'[il est] au club. On n'a joué que dix minutes et on a manqué d'humilité. ». En contraste avec l'excellente entame de saison, c'est le début des complications pour l'eTG, et Casoni dit l'avoir ressenti, contre son gré, dès les séances d'entraînements.
Après cette réception compliquée, les observateurs attendent une réaction de ceux qu'on appelle aussi maintenant les « Roses ». L'équipe se déplace alors au stade Félix-Bollaert pour y affronter le RC Lens (alors 17e de Ligue 2) à l'occasion de la Coupe de la Ligue, compétition dans laquelle elle rentre en 16e de finale (après deux tours), en tant que club de Première Division non qualifié pour une compétition européenne. L'équipe alterne entre passages à vides qui mirent à contribution Quentin Westeberg, auteur d'un bon match, notamment en première mi-temps (frappe de Chaouki Ben Saada à la 39e), et cinglantes périodes offensives (comme un poteau d'Éric Tié Bi ou un tir cadré de Saber Khalifa détourné par Michaël Fabre). Pour ce match, et les cinq internationaux appelés en sélection et les nouvelles recrues du mois d'août manquaient à l'appel (absences de : Stephane Andersen, Brice Dja Djédjé, Ali M'Madi, Mohammed Rabiu et Jonathan Mensah, non-qualifications de : Cédric Mongongu et Christian Poulsen). Et, à la 78e, sur un contre faisant suite à un coup de pied arrêté savoyard, c'est Julien Toudic qui élimine l'eTG de la compétition en trompant Westberg.

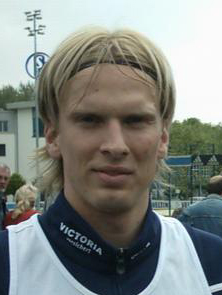
Christian Poulsen, ici avec le FC Schalke 04, très important dès son arrivée sur les rives du Léman.

Le calendrier de septembre des Croix de Savoie les fait se confronter à trois des équipes visant les qualifications européennes en fin de saison. Cette série commence le samedi 10 à 19 heures au stade Chaban-Delmas face aux Girondins de Bordeaux de Francis Gillot. La capacité de rebond des Savoyards sera testée lors de cette rencontre, après 195 minutes sans le moindre but haut-savoyard. Et ce sera finalement un sentiment de déception qui primera à la fin de ce match qui se solde par un pauvre zéro à zéro (à l'image du duel que Khalifa perd face à Cédric Carrasso à la 55e, alors que les observateurs le jugeaient à la portée de l'international tunisien). Cependant, des points positifs sont tout de même relevés :  il s'agit de la première apparition de Christian Poulsen dont on remarque tout de suite les immenses capacités, qui devraient être appréciées dans l'optique du maintien, de plus, malgré le seul point pris, on analyse tout de même la performance comme une bonne performance vis-à-vis du contexte de construction et de progression de l'équipe, dans l'état d'esprit notamment.

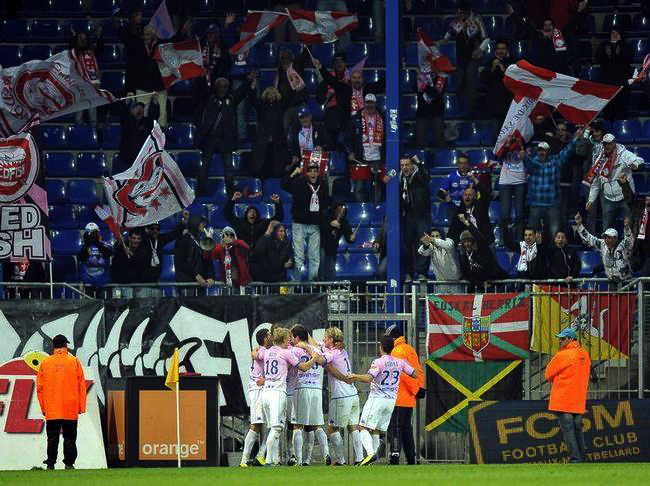
Les supporters et l'équipe après l'égalisation à la dernière minute par Angoula face à Sochaux le 22 octobre 2011

### Stabilisation fin 2011

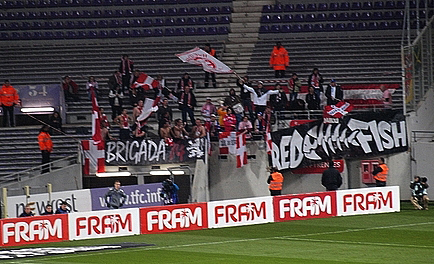
Les supporters de l'eTG à Toulouse

## Statistiques

### Statistiques collectives
| Compétition       | Débute au tour | Place ou tour final | Première rencontre | Dernière rencontre | Nombre de matchs |
| Ligue 1           | -              | 9e                  | 6 août 2011        | 20 mai 2012        | 38               |
| Coupe de France   | 1/32 de finale | 1/8 de finale       | 8 janvier 2012     | 7 février 2012     | 3                |
| Coupe de la Ligue | 1/16 de finale | 1/16 de finale      | 1er septembre 2011 | 1er septembre 2011 | 1                |

### Statistiques buteurs
| Place   | Nom                  | Championnat de L1 | Coupe de France | Coupe de la Ligue | TOTAL des BUTS |
| 1       | Yannick Sagbo        | 10 buts           | 2 buts          | -                 | 12 buts        |
| 2       | Cédric Barbosa       | 8 buts            | -               | -                 | 8 buts         |
| 3       | Kévin Bérigaud       | 6 buts            | 1 but           | -                 | 7 buts         |
| 4       | Daniel Wass          | 4 buts            | -               | -                 | 4 buts         |
| 4       | Jérôme Leroy         | 4 buts            | -               | -                 | 4 buts         |
| 4       | Saber Khalifa        | 4 buts            | -               | -                 | 4 buts         |
| 4       | Cédric Cambon        | 3 buts            | 1 but           | -                 | 4 buts         |
| 8       | Cédric Mongongu      | 3 buts            | -               | -                 | 3 buts         |
| 9       | Aldo Angoula         | 2 buts            | -               | -                 | 2 buts         |
| 9       | Thomas Kahlenberg    | 2 buts            | -               | -                 | 2 buts         |
| 9       | Olivier Sorlin       | 2 buts            | -               | -                 | 2 buts         |
| 9       | Brice Dja Djédjé     | 2 buts            | -               | -                 | 2 buts         |
| 9       | Sidney Govou         | 1 but             | 1 but           | -                 | 2 buts         |
| 9       | Ali M'Madi           | 1 but             | 1 but           | -                 | 2 buts         |
| #       | contre son camp      | 2 buts            | -               | -                 | 2 buts         |
| Détails | 14 buteurs savoyards | 52 buts           | 6 buts          | 0 but             | 58 buts        |

### Statistiques passeurs
| Place   | Nom                   | Championnat de L1 | Coupe de France | Coupe de la Ligue | TOTAL des passes |
| 1       | Cédric Barbosa        | 8 passes          | -               | -                 | 8 passes         |
| 2       | Thomas Kahlenberg     | 4 passes          | -               | -                 | 4 passes         |
| 2       | Yannick Sagbo         | 4 passes          | -               | -                 | 4 passes         |
| 2       | Saber Khalifa         | 4 passes          | -               | -                 | 4 passes         |
| 5       | Daniel Wass           | 2 passes          | -               | -                 | 2 passes         |
| 5       | Éric Tié Bi           | 2 passes          | -               | -                 | 2 passes         |
| 5       | Fabrice Ehret         | 2 passes          | -               | -                 | 2 passes         |
| 8       | Sidney Govou          | 1 passe           | -               | -                 | 1 passe          |
| 8       | Mohammed Rabiu        | 1 passe           | -               | -                 | 1 passe          |
| 8       | Cédric Cambon         | 1 passe           | -               | -                 | 1 passe          |
| 8       | Guillaume Rippert     | 1 passe           | -               | -                 | 1 passe          |
| 8       | Brice Dja Djédjé      | 1 passe           | -               | -                 | 1 passe          |
| Détails | 14 passeurs savoyards | 31 passes         | 0 passes        | 0 passes          | 41 passes        |